# Friedrich von Gontard
Friedrich Ferdinand Hans Erdmann von Gontard (né le 5 août 1860 à Francfort-sur-l'Oder et mort le 17 mars 1942 à Potsdam) est un général d'infanterie allemand.

## Biographie
Le 15 avril 1878, Gontard rejoint le 4e bataillon de chasseurs à pied de l'armée prussienne à Naumbourg en tant que sous-lieutenant. Du 1er octobre 1883 au 21 juillet 1886, il est diplômé de l'Académie de guerre et commande l'état-major du 22 mars au 1er avril 1888. En tant que premier lieutenant (depuis le 17 septembre 1887), il est transféré au 11e bataillon de chasseurs à pied (de) à Marbourg le 19 septembre 1888. À partir du 26 février 1891, Gontard est adjudant de la 13e brigade d'infanterie (de), est promu capitaine le 27 janvier 1893 et devient commandant de compagnie du 11e bataillon de chasseurs à pied le 14 septembre de la même année. Il est ensuite transféré à Berlin au même titre pour inspecter les chasseurs et les fusiliers. Parallèlement, tout en restant à ce poste, Gontard est transféré le 27 janvier 1900 au 10e bataillon de chasseurs à pied (de) à Goslar et promu major. Le 25 février 1902, il reprend le 1er bataillon du 91e régiment d'infanterie (de). Cela est suivi le 15 septembre 1905 par sa nomination au poste de commandant du 6e bataillon de chasseurs à pied (de) à Oels. Le 21 février 1909, Gontard est chargé de diriger le 43e régiment d'infanterie (de) et il est nommé commandant du régiment le 20 avril 1909, avec promotion simultanée au grade de colonel. Il apprécie Albert Krantz (de), le maître de musique du régiment. Grâce à sa recommandation, Krantz reçoit le titre de directeur musical royal.
Depuis le 1er octobre 1912, le général de division Gontard commande la 79e brigade d'infanterie (de) de la 14e division d'infanterie et à partir du 27 janvier 1913 de la 4e brigade d'infanterie de la Garde.
Gontard conserve initialement ce commandement après le déclenchement de la Première Guerre mondiale et commande à partir du 17 décembre 1914 la 30e division d'infanterie et est déployée sur le front occidental. Le 18 avril 1916, il devient lieutenant général et à partir du 21 septembre 1917, il sert également pendant six semaines comme adjoint du général commandant du 14e corps d'armée. Finalement, le 2 novembre 1917, il est nommé commandant général du corps.
Après la fin de la guerre, Gontard est dans un premier temps laissé à son poste, mis à disposition le 28 juin 1919, puis licencié et mis à la retraite le 19 juillet 1919. À l'occasion du 25e anniversaire du début de la Première Guerre mondiale et de la bataille de Tannenberg, le 27 août 1939, il obtient le grade de général d'infanterie.

## Récompenses
- Croix de décoration du service prussien[5]
- Croix d'honneur de l'ordre du Griffon[5]
- Croix de chevalier honoraire 1re classe de la maison d'Oldenbourg et Ordre du mérite du duc Pierre-Frédéric-Louis[5]
- Croix d'honneur reussoise de 2e classe[5]
- Commandant de 2e classe de l'Ordre de la Maison Ducale Saxe-Ernestine[5]
- Médaille Duc-Ernest (de)[5]
- Croix d'officier de l'ordre de la Maison de Lippe[5]
- Chevalier de la Légion d'honneur[5]
- Croix de fer (1914) de 2e et 1re classe
- Ordre de l'Aigle rouge de 2e classe avec étoile, feuilles de chêne et épées
- Ordre de la Couronne de 2e classe
- Pour le Mérite aux feuilles de chêne
  - Pour le Mérite le 9 avril 1918
  - Feuilles de chêne le 4 août 1918[6]